# 亨利·馬堅華
亨利·奧奴科素耶·馬堅華（Henry Olufosoye Makinwa，1977年1月6日—），是尼日利亞的職業足球員，司職前鋒。

## 記事
- Player History 1 （页面存档备份，存于）
- Player History 2 （页面存档备份，存于）
- Picture
- Blohsport （页面存档备份，存于）
- Official Site